# Grendel (niederländische Band)
Grendel ist eine niederländische Aggrotech-Band, die zunächst unter einem anderen Namen gegründet wurde. Der Name leitet sich von der angelsächsischen Sagengestalt Grendel ab.

## Geschichte
Anfang 2000 veröffentlichte Grendel die erste Promotion-CD, die auch den niederländischen Dancefloor-Hit Strangers enthielt. Innerhalb kürzester Zeit wurde dieser Song auf vielen Dancefloors in den Niederlanden und international (vor allem Deutschland, Belgien und Spanien) gespielt.
Kurz darauf erhielt Grendel Anfragen nach Live-Auftritten, außerdem trat FLRS (Live-Synthesizing and engineering) der Band bei.
Ein halbes Jahr später wurde die erste Demo-CD mit dem Titel Inhumane Amusement herausgegeben. Dieses Demo erregte die Aufmerksamkeit des deutschen Labels NoiTekk (eine Tochter von Black Rain Records), das Grendel sofort unter Vertrag nahm. Das Demo wurde neu gemastert und neu gestaltet, daraufhin wurde es in Kombination mit neuen Songs im Jahr 2001 als Debüt-Album herausgegeben.

## Diskografie

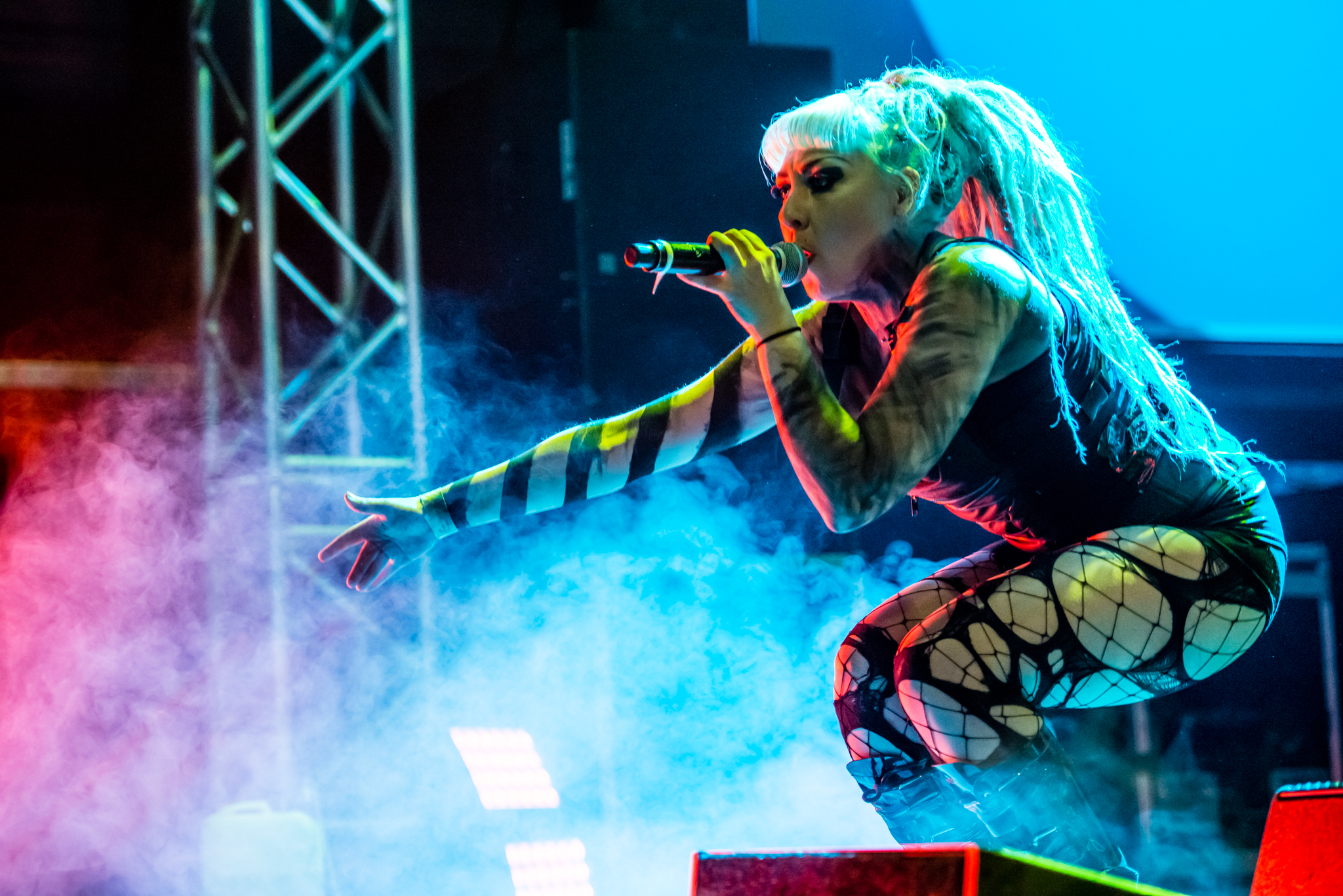
Grendel beim e-tropolis 2015

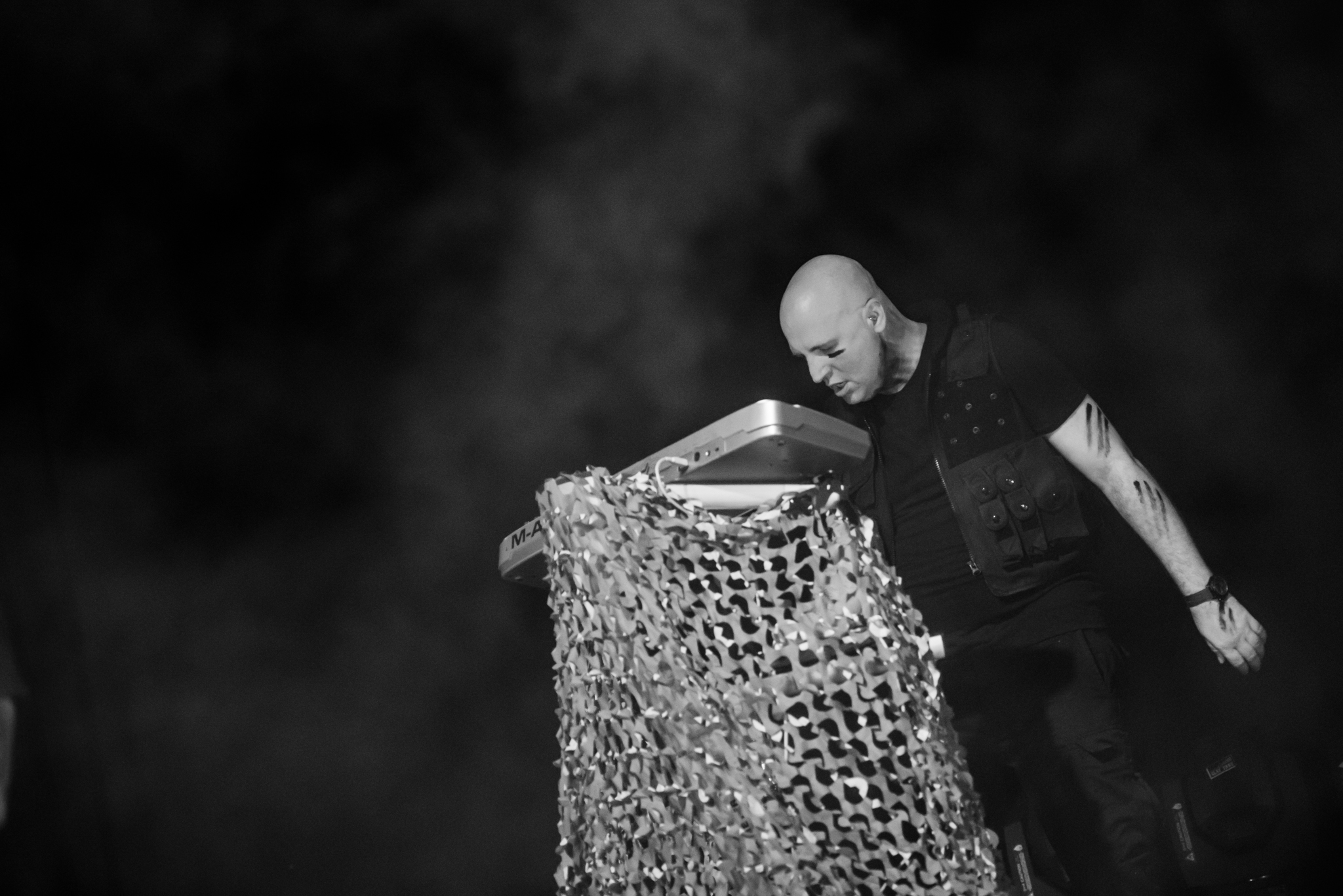
Grendel beim e-tropolis 2015

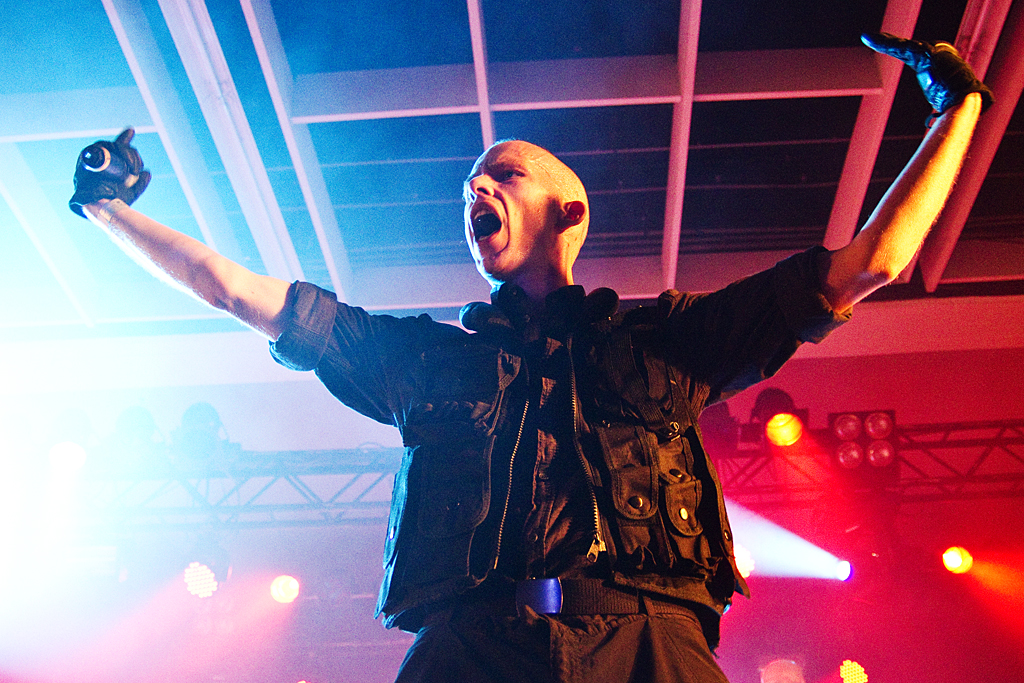
Grendel live auf dem Amphi Festival 2013

### Alben
- 2000: Inhumane Amusement (Promo-CD)
- 2001: Inhumane Amusement
- 2004: Prescription:Medicide
- 2007: Harsh Generation
- 2012: Timewave:Zero
- 2017: Age of the Disposable Body
- 2019: Ascending the Abyss

### EPs
- 2002: End of Ages
- 2005: Soilbleed
- 2006: Soilbleed Redux
- 2009: Chemicals + Circuitry
- 2014: Soilbleed Redux V.2[1]
- 2019: Brace the Storm